# ISO 3166-2:GA
ISO 3166-2: GA é o subconjunto de códigos definido em ISO 3166-2, parte do padrão ISO 3166 publicado pela Organização Internacional para Padronização (ISO), para os nomes das principais subdivisões de Gabão.
Atualmente, para o Gabão, a ISO 3166-2 define os códigos para 9 províncias.
Cada código é composto de duas partes, separadas por um hífen. A primeira parte é  GA, o código ISO 3166-1 alfa-2 do Gabão, e a segunda parte é um dígito (1–9).

## Códigos atuais
Códigos ISO 3166 e nomes das subdivisões estão listados como publicado pela Maintenance Agency (ISO 3166/MA). As colunas podem ser classificadas clicando nos respectivos botões.

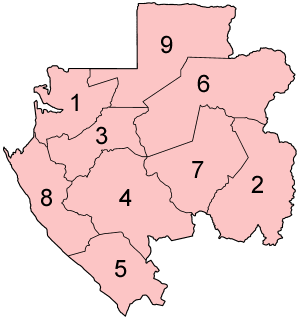
Mapa do Gabão com cada província rotulados com a segunda parte do seu código ISO 3166-2.

| Código | Subdivisão nome |
| ------ | --------------- |
| GA-1   | Estuaire        |
| GA-2   | Alto Ogooué     |
| GA-3   | Médio Ogooué    |
| GA-4   | Ngounié         |
| GA-5   | Nyanga          |
| GA-6   | Ogooué-Ivindo   |
| GA-7   | Ogooué-Lolo     |
| GA-8   | Ogooué-Marítimo |
| GA-9   | Woleu-Ntem      |